# Исенно
Исенно или Есино — озеро в Звонской волости Опочецкого района Псковской области.
Площадь — 1,1 км² (107,0 га). Максимальная глубина — 3,8 м, средняя глубина — 2,0 м.
Близлежащими населёнными пунктами являются деревни: Лобово (к югу и востоку), Куденково (к северу), Федорково (к западу).
Проточное. Относится к бассейну реки Рыбница, притоку Нивницы, которая в свою очередь впадает в Великую.
Тип озера плотвично-окуневый. Массовые виды рыб: щука, плотва, окунь, лещ, густера, красноперка, караси серебряный и золотой, ерш, линь, вьюн, карп.
Для озера характерно: песчано-илистое дно, глина. В конце 1960-х гг. обрабатывалось ихтиоцидом. Выращивались карп и пелядь.